# حدود الأردن
حدود الأردن هي الحدود الدوليّة للمملكة الأردنيّة الهاشميّة، وتتضمن الحدود البريّة والبحريّة وحدود مع أراضٍ مُحتلة أو أراضٍ محدودة الاعتراف دوليًا. ولقد تغيّرت هذه الحدود من وقت لآخر مع التطورات في الوضع السياسي للأردن مع الدول المجاورة.
يحدّ الأردن من الشمال سوريا وهضبة الجولان المُحتلة، ومن الشرق العراق، وتحدّه السعودية من الجنوب الشرقي والجنوب، بينما تحدّه فلسطين التاريخية (الضفة الغربية وإسرائيل) من الغرب. وللأردن حدود بحريّة قصيرة مع مصر والسعودية وإسرائيل في خليج العقبة بالجنوب الغربي. وتُعد الحدود مع الضفة الغربية في فلسطين أقرب الحدود الدوليّة مسافةً عن العاصمة الأردنية عمّان، حيث تبلغ المسافة 27 كيلومترًا.
باستثناء جزء صغير من حدود الأردن الطبيعيّة مع فلسطين التاريخيّة وسوريا، وتحديدًا في الغرب والشمال الغربي عند نهر الأردن ونهر اليرموك، فإن معظم حدوده الصحراويّة الأخرى قد تم رسمها بشكل خطوط مستقيمة في بداية القرن العشرين.

## نظرة عامة
يبلغ إجمالي مجموع الحدود الدولية للأردن 1,635 كيلومتر، تمتد ضمن بادية الشام، وادي عربة، صحراء النفوذ، وعلى طول نهر اليرموك ونهر الأردن. كما أن لجميع محافظات الأردن (باستثناء محافظتيّ عجلون وجرش في الشمال) حدود دوليّة مشتركة مع الجوار. وهذه الحدود هي:

لافتة مرورية تشير إلى الحدود الأردنية مع العراق والسعودية.

| الحدود                    | طول الحدود (كم) | معالم حدودية                                                                          | ملاحظات                                                   |
| ------------------------- | --------------- | ------------------------------------------------------------------------------------- | --------------------------------------------------------- |
| المملكة العربية السعودية  | 744             | بادية الشام، صحراء النفوذ، حوض الديسي، جبل أم الدامي، خليج العقبة                     | تم اعتمادها نهائيًا عام 1965.                              |
| جمهورية العراق            | 181             | بادية الشام، الركبان، حقل غاز الريشة                                                  | تم اعتمادها نهائيًا عام 1984.                              |
| فلسطين التاريخية          | 335             | نهر اليرموك، نهر الأردن، البحر الميت، وادي عربة، الباقورة، الحمّة، المغطس، خليج العقبة | منها 97 كم مع الضفة الغربية، 238 كم مع إسرائيل.(معلومة 1) |
| الجمهورية العربية السورية | 375             | نهر اليرموك، سد الوحدة، بادية الشام، سهل حوران، الركبان، الحمّة، موقع معركة اليرموك    | تم اعتمادها نهائيًا عام 1932، تتضمن هضبة الجولان.          |

## تاريخ
اتفاقية سايكس بيكو

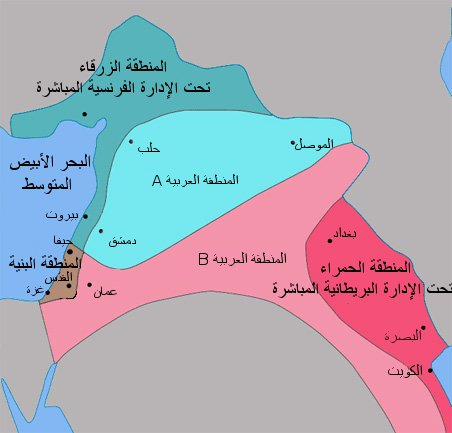
كانت شرق الأردن ضمن منطقة النفوذ البريطانية حسب اتفاقية سايكس بيكو (1916).

كانت الحرب العالمية الأولى بداية لتقسيم أراضي الدولة العثمانية بين القوى الأوربية. ولقد كان للمشرق العربي نصيبٌ من هذا التقسيم، إذ تم تقسيم هذه المنطقة عام 1916 بعد اتفاقية سايكس بيكو بشكل سري كمناطق نفوذ وسيطرة بريطانية وفرنسية، حيث تم تحديد السيطرة والنفوذ البريطانيين في شرق الأردن والعراق، على أن توضع فلسطين تحت إدارة دولية.

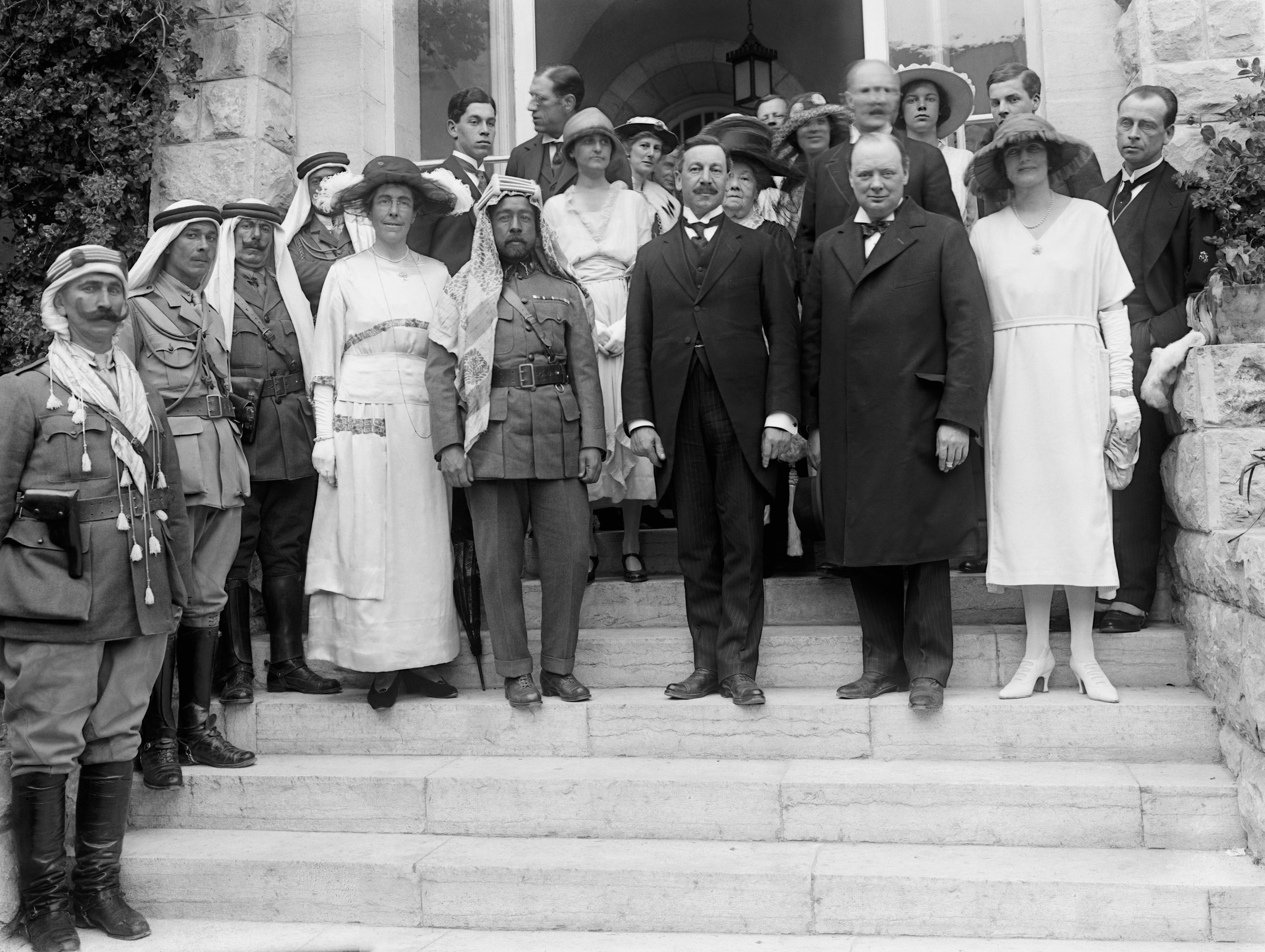
عبد الله الأول بن الحسين مع ونستون تشرشل في القدس (1921).

تم تنقيح هذه الاتفاقية من قبل بريطانيا وفرنسا في عام 1919. وتم الاتفاق على أن تكون فلسطين و‌ولاية الموصل في العراق الحديث جزءاً من المجال البريطاني مقابل الدعم البريطاني للنفوذ الفرنسي في سوريا ولبنان. وفقًا للمؤرخ إيلان بابيه:
«إن حدود فلسطين الانتدابية، التي رُسمت لأول مرة في اتفاقية سايكس بيكو، وُضع لها شكلها النهائي خلال مفاوضات طويلة وشاقة أجراها المسؤولون البريطانيون والفرنسيون بين عامي 1919 و1922... في أكتوبر 1919 تصور البريطانيين المنطقة التي هي اليوم في جنوب لبنان وغالبية جنوبي سوريا باعتبارها جزءاً من فلسطين الانتدابية البريطانية... في الشرق، كانت الأمور أكثر تعقيدًا... فقد كان شرق الأردن جزءاً من ولاية دمشق العثمانية التي خُصصت في اتفاقية سايكس-بيكو للفرنسيين.»
 لقد منح المجلس الأعلى للحلفاء في مؤتمر سان ريمو (19–26 نيسان/أبريل 1920) انتدابات فلسطين والعراق لبريطانيا دون تحديد دقيق لحدود الأراضي المنتدبة. وعلى الرغم من أن جزءاً من أراضي شرق نهر الأردن كانت جزءاً من الوحدة الإدارية السورية في عهد العثمانيين، إلا أنها اُستبعدت من الانتداب الفرنسي في مؤتمر سان ريمو، بحجة أنها كانت جزءاً من فلسطين.
الانتداب البريطاني

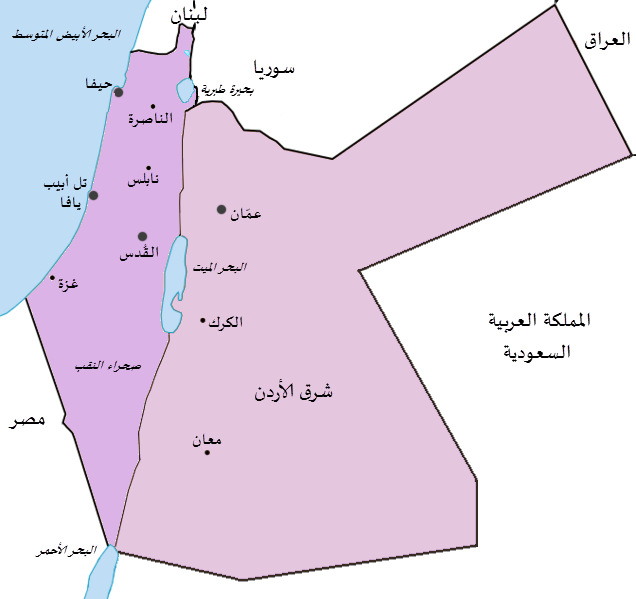
حدود إمارة شرق الأردن (زهري فاتح) ضمن الانتداب البريطاني، يظهر فيها حازوقة وينستون.

يعود إنشاء الحدود الدولية للأردن إلى عشرينيات القرن العشرين، وتحديدًا بعد إعلان الانتداب البريطاني. لقد أدارت بريطانيا الجزء الغربي لنهر الأردن تحت اسم فلسطين، والجزء الشرقي لنهر الأردن تحت اسم شرق الأردن، على أن تكون الحدود هي النهر، فيما تفصل حدود مرسومة عبر بادية الشام بين شرق الأردن وكل من العراق وسوريا في الشرق والشمال.
من جهة أخرى، فقد قام وينستون تشرشل عندما كان وزيرًا للمستعمرات البريطانية عام 1921، بتحديد الحدود الباقية للأردن فيما عُرف لاحقًا بحازوقة وينستون، حيث تم رسم الحد الفاصل بين إمارة شرق الأردن من جهة ونجد والحجاز من جهة أخرى. أصبح هذا المثلث الأردني/ السعودي الناتج عن ذلك الرسم واحدًا من أبرز ملامح خريطة منطقة الشرق الأوسط. فمن جهة، تبعد قمة المثلث نحو 70 ميلاً (113 كيلومترًا) عن العاصمة الأردنية عمان، ومن جهة أخرى، يمتد أحد الأضلاع لمسافة تصل إلى نحو 100 ميلاً (161 كيلومترًا)، فيما يمثل أقصر مسافة ممكنة بين السعودية والقدس.
ما بعد الاستقلال
لقد ظل شرق الأردن تحت السيطرة البريطانية حتى استقلاله عام 1946. ولقد تلت ذلك حرب 1948 وتأسيس دولة إسرائيل بعدة سنوات في فلسطين التاريخية على الحدود الغربية للأردن، مما أفضى إلى الإدارة الأردنية للضفة الغربية حتى حرب 1967.

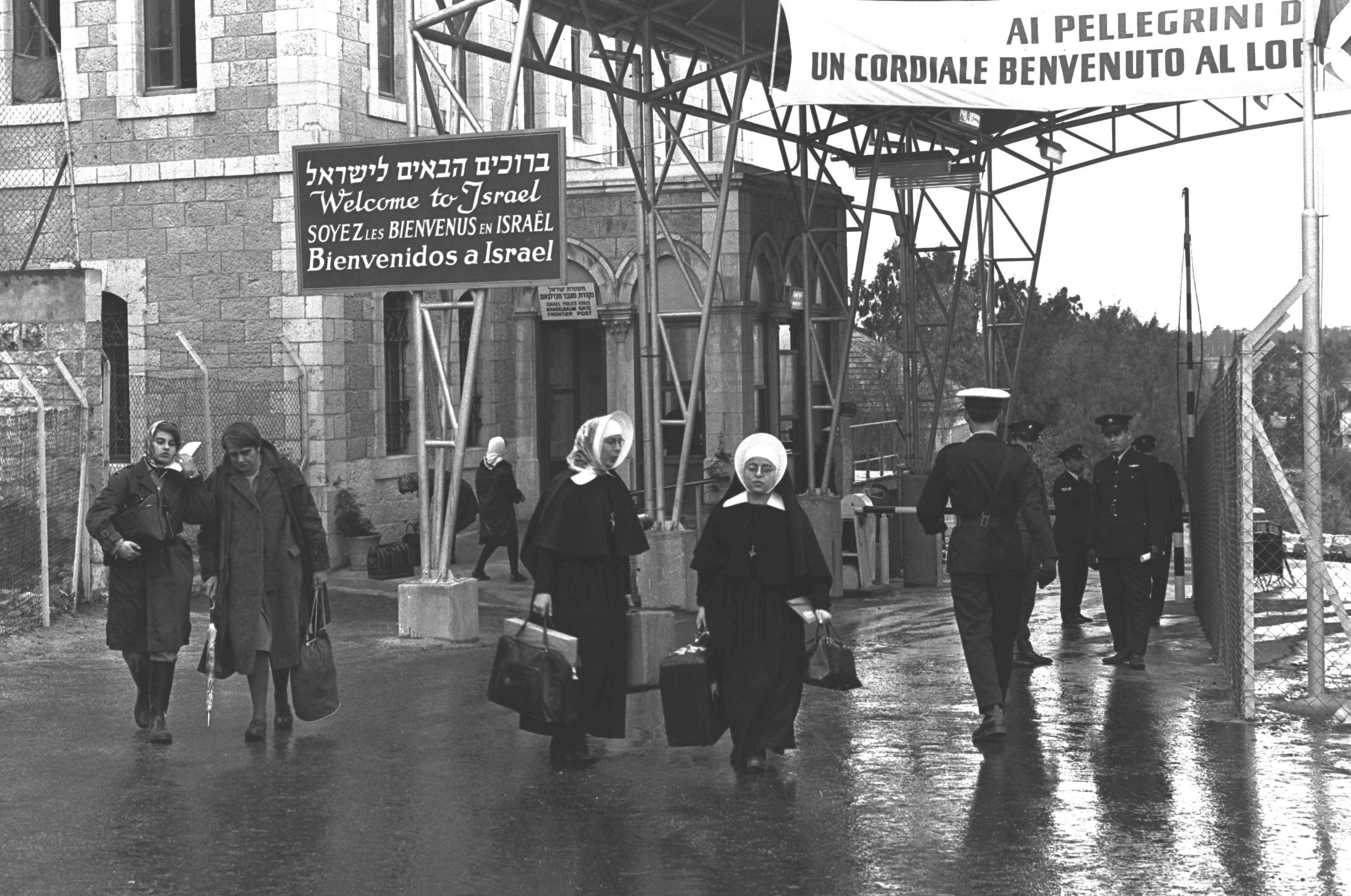
بوابة ماندلباوم في القدس (1955).

لقد كان لمدينة القدس مكانة خاصة، حيث سقط الجزء الغربي منها بيد القوات الإسرائيلية عام 1948، بينما تم ضم القدس الشرقية (التي تُعد البلدة القديمة جزءًا منها) إلى الأردن مع باقي مدن الضفة الغربية. أدى هذا إلى تقسيم المدينة، حيث تم وضع نقطة عبور عند بوابة ماندلباوم، حيث تم تحديد موقع نقطة التفتيش عند مدخل المدينة من قِبل الجيش الأردني عقب انسحاب القوات البريطانية في أيار/ مايو 1948. ولقد استخدم رجال الدين والدبلوماسيون وموظفو الأمم المتحدة 50 يارد (46 م) البوابة للعبور من خلال الحاجز الخراساني والأسلاك الشائكة بين القطاعين، ولكن المسؤولين الأردنيين سمحوا فقط بالعبور في اتجاه واحد لحركة المرور غير الرسمية. ولم يتم السماح لأي شخص يحمل الختم الإسرائيلي في جواز سفره بالمرور. وسمح الأردنيون لقافلة إمدادات تأتي مرتين في الشهر بالمرور من القطاع الإسرائيلي للوصول إلى ممتلكات اليهود في جبل المشارف والعبور السنوي في احتفالات عيد الميلاد للمسيحيين من عرب 48 الذين يحجون إلى بيت لحم. لقد سقطت القدس الشرقية والضفة الغربية بيد القوات الإسرائيلية بعد حرب 1967. استمر الوضع القانوني للضفة الغربية والقدس الشرقية بكونها جزءًا من حدود المملكة الأردنية الهاشمية حتى قرار فك الارتباط عام 1988.
استمر الأردن بالعمل بمعظم الحدود الشرقية والجنوبية للمملكة حتى عام 1965، حين وقّع مع السعودية اتفاقية لترسيم وتعديل الحدود بشكل نهائي، هي اتفاقية عمان، حافظت على بعض معالم الحدود أيام الانتداب البريطاني، مع وجود تبادل أراضي بين البلدين، والذي أفضى إلى وجود حدود بحرية مع مصر عبر خليج العقبة.

## الحدود البرية

### السعودية

تبادل الأراضي (1965)، حيث حصل الأردن على الجزء الأخضر، فيما حصلت السعودية على الجزء الأحمر.

يحد الأردن من الجنوب والجنوب الشرقي المملكة العربية السعودية. وتمتد الحدود بينهما مسافة 744 كيلومترًا، حيث تحاذيها من الجانب الأردني كل من محافظة المفرق، محافظة الزرقاء، محافظة العاصمة، محافظة معان، ومحافظة العقبة. تقع على هذه الحدود ثلاثة معابر حدودية؛ هي مركز حدود المدورة، مركز حدود الدرة، ومركز حدود العمري.
لقد شهد الأردن أكبر اتفاقية لتبادل الأراضي مع السعودية بعد اتفاقية عمان 1965، حيث تم بموجبها تعديل مسار الحدود الذي رُسم في عشرينيات القرن العشرين. بموجب التعديل الجديد، أصبح الخط الحدودي الجديد يبدأ على بعد خمسة وعشرين كيلومترًا إلى الجنوب من العقبة، الأمر الذي أدى إلى حصول الأردن على مساحة إضافية تبلغ ستة آلاف كيلومتر مربع على ساحل خليج العقبة. في مقابل ذلك حصلت السعودية على بعض الأراضي الداخلية تبلغ مساحتها سبعة آلاف كيلومتر مربع تقع إلى الغرب من الحوض الرئيسي لوادي السرحان. وبهذه الاتفاقية الحدودية تكون الأردن والمملكة العربية السعودية قد أنهيتا كل مشكلاتهما المتنازع عليها.
ينطلق الخط الحدودي الفاصل بين الأردن والسعودية، ابتداءً من جنوب العقبة نحو الشمال الشرقي على هيئة ستة خطوط قصيرة مستقيمة نسبيًا تقيدت ببعضها البعض. ثم ينحرف الخط إلى الشمال الغربي لمسافة تصل إلى 90 ميلاً (145 كيلومترًا) متجهًا نحو لبنان، ثم يستعيد الخط ثباته في نهاية الأمر، ويمتد لمسافة 130 ميلاً (209 كيلومترًا) إلى الشمال الشرقي نحو العراق فيما يشبه الخط المستقيم، ليتخلص من كل تلك التعرجات والمنعطفات.

### العراق

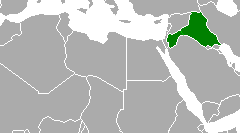
كانت الحدود مفتوحة بين الأردن والعراق أثناء الوحدة (1958).

يحد الأردن من الشرق جمهورية العراق. وتمتد الحدود بينهما مسافة 188 كيلومترًا، حيث تحاذيها من الجانب الأردني محافظة المفرق. يقع على هذه الحدود معبر حدودي واحد؛ هو مركز حدود الكرامة. تبدأ الحدود بين البلدين من تقاطع خط الطول 39ْ شرقًا مع خط العرض 32ْ شمالاً، ثم تسير في الشمال الغربي بخط مستقيم إلى أقرب نقطة على الحدود بين سوريا وشرق الأردن، على خط العرض 33ْ شمالاً.
يُشار بالذكر إلى أن الحدود الرسميّة القديمة بين البلدين كانت شبه مفتوحة منذ استقلالهما عن بريطانيا، حيث كان الحكم الملكي في العراق حليفًا للحكم الملكي في الأردن. وقد تم إعلان الوحدة بين البلدين في شباط/ فبراير 1958، حيث تأسس الاتحاد العربي، إذ كان لمواطنيّ هذ الاتحاد حرية التملك والتنقل في جميع أنحاء الاتحاد وحرية السكن والإقامة في أي جهة من جهاته واختيار المهنة وممارسة أية حرفة أو تجارة أو عمل والالتحاق بالمعاهد التعليمية. استمر هذا الحال حتى تموز/ يوليو 1958، إثر ثورة 14 تموز التي أطاحت بالملكية في العراق.
تم الاتفاق على ترسيم الحدود بين البلدين في منتصف الستينات من القرن الفائت، بعد إعادة العلاقات بينهما، إلا أنها لم تكن واضحة المعالم تمامًا. ولقد تم ترسيم الحدود بشكلها النهائي عام 1984 بعد اتفاق الطرفين الأردني والعراقي رسميًا باتفاقية جرى إيداعها لدى المؤسسات الدوليّة اعتمدت خرائط الانتداب البريطاني في عشرينات القرن العشرين. تشهد هذه الحدود توترًا أمنيًا مستمرًا منذ حرب العراق 2003، حيث تعرضت للإغلاق عدة مرات بسبب الظروف الأمنيّة والسياسيّة، كان أهمها هجوم تنظيم الدولة الإسلامية (داعش)، والسيطرة على الجانب العراقي منها لفترة وجيزة في 2014.

### فلسطين التاريخية

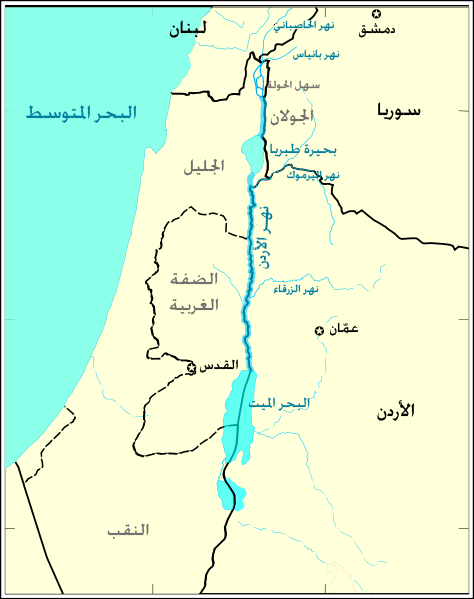
يشكّل نهر الأردن والبحر الميت جزءا كبيرًا من حدود الأردن مع فلسطين التاريخية.

يحد الأردن من الغرب فلسطين التاريخية (الضفة الغربية وإسرائيل). وتمتد الحدود بينهما مسافة 335 كيلومترًا، حيث تحاذيها من الجانب الأردني كل من محافظة إربد، محافظة البلقاء، محافظة مادبا، محافظة الكرك، محافظة الطفيلة، ومحافظة العقبة. تبدأ هذه الحدود في الشمال في نقطة تلاقي الحدود بين بلدتيّ الحمّة والحمّة الأردنية مع هضبة الجولان، وتمتد غربًا على مسار نهر اليرموك إلى مصبه في نهر الأردن، والذي يمتد جنوبًا إلى أن يصب في البحر الميت فاصلاً بين الجنابين. وتمتد الحدود جنوبًا خلال صحراء وادي عربة حتى خليج العقبة. تقع على هذه الحدود ثلاثة معابر حدودية؛ هي جسر الشيخ حسين (معبر وادي الأردن)، جسر الملك حسين (جسر ألنبي)، ومعبر وادي عربة.
إسرائيل
تتشارك إسرائيل مع الأردن بحدود يبلغ طولها 238 كيلومترًا، ويمتد عليها معبرين؛ هما جسر الشيخ حسين ومعبر وادي عربة. لقد تلى استقلال الأردن بعدة سنوات كل من النكبة وتأسيس دولة إسرائيل عام 1948 على معظم مساحة فلسطين التاريخية على الحدود الغربية للأردن فيما عُرف بالخط الأخضر، والذي حدد حدود إسرائيل مع الأردن والدول العربية الأخرى. لقد تم توقيع معاهدة السلام الأردنية الإسرائيلية في 26 تشرين الثاني/ أكتوبر 1994. حلت المعاهدة قضايا إقليمية وحدودية كانت جارية منذ حرب 1948. حددت المعاهدة واعترفت بالكامل بالحدود الدولية بين الأردن وإسرائيل. عند توقيعها، عين نهريَ الأردن واليرموك، والبحر الميت، ووادي عربة وخليج العقبة رسميًا كحدود بين الأردن وإسرائيل، وبين الأردن والأراضي التي احتلتها إسرائيل في حرب 1967. بالرغم من ذلك، فإن الحدود الفاصلة بين إسرائيل والأردن في منطقة غور الأردن ليست حدودًا متفقًا عليها، فهي لا تزال حدود مؤقتة.
يُشار بالذكر إلى أن إسرائيل قد شرعت بإنشاء جدار على الحدود مع الأردن، حيث بدأت به في منطقة وادي عربة جنوب البحر الميت، بحجة زيادة حالات التسلل إلى داخل حدودها من الأردن، بعد أن أنهت من تشييد جدار مماثل مع مصر للغرض نفسه.
الضفة الغربية

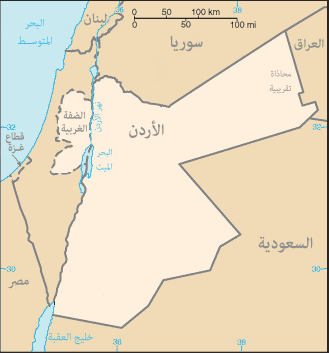
وحدة الضفتين.

يشترك الأردن بحدود مع الضفة الغربية (السلطة الوطنية الفلسطينية) طولها 97 كيلومترًا، تمتد على نهر الأردن والبحر الميت. ويوجد حاليًا معبر حدودي واحد بين الضفتين الشرقيّة والغربيّة لنهر الأردن؛ هو جسر الملك حسين، الموجود أصلاً أيام الدولة العثمانية. كما تجدر الإشارة إلى أنه كان في السابق جسران آخران بين الضفتين خلال العقود الماضية لكنهما مغلقان حاليًا؛ هما جسر دامية وجسر الملك عبد الله، حيث يقطع الأول نهر الأردن بالقرب من نقطة التقاءه بنهر الزرقاء، بينما يقع الآخر بالقرب من مصب نهر الأردن بالبحر الميت.
لقد أفضت أحداث حرب 1948 إلى إعلان الإدارة الأردنية للضفة الغربية، حيث ضم الأردن الضفة الغربية بصفة رسمية يوم 24 نيسان/ أبريل 1950، لكن الجامعة العربية وآخرون أعلنوا بطلان وعدم قانونية الضم ولم يعترف به سوى ثلاث دول هي العراق وباكستان وبريطانيا. استمر هذا الوضع حتى حرب 1967، بعد سقوط الضفة الغربية بيد إسرائيل. استمر الوضع القانوني للضفة الغربية بكونها جزءًا من حدود المملكة الأردنية الهاشمية حتى قرار فك الارتباط عام 1988، حيث تم إعلان الاستقلال الفلسطيني. وقد تخلى الأردن بموجبه عن المطالبة بالضفة الغربية لمنظمة التحرير الفلسطينية، التي كانت قد عُينت سابقًا من قبل الجامعة العربية ك«ممثل شرعي وحيد للشعب الفلسطيني».
في عام 2011، قدمت دولة فلسطين طلبًا للانضمام إلى الأمم المتحدة، باستخدام حدود الإدارة العسكرية التي كانت موجودة قبل عام 1967.

### سوريا

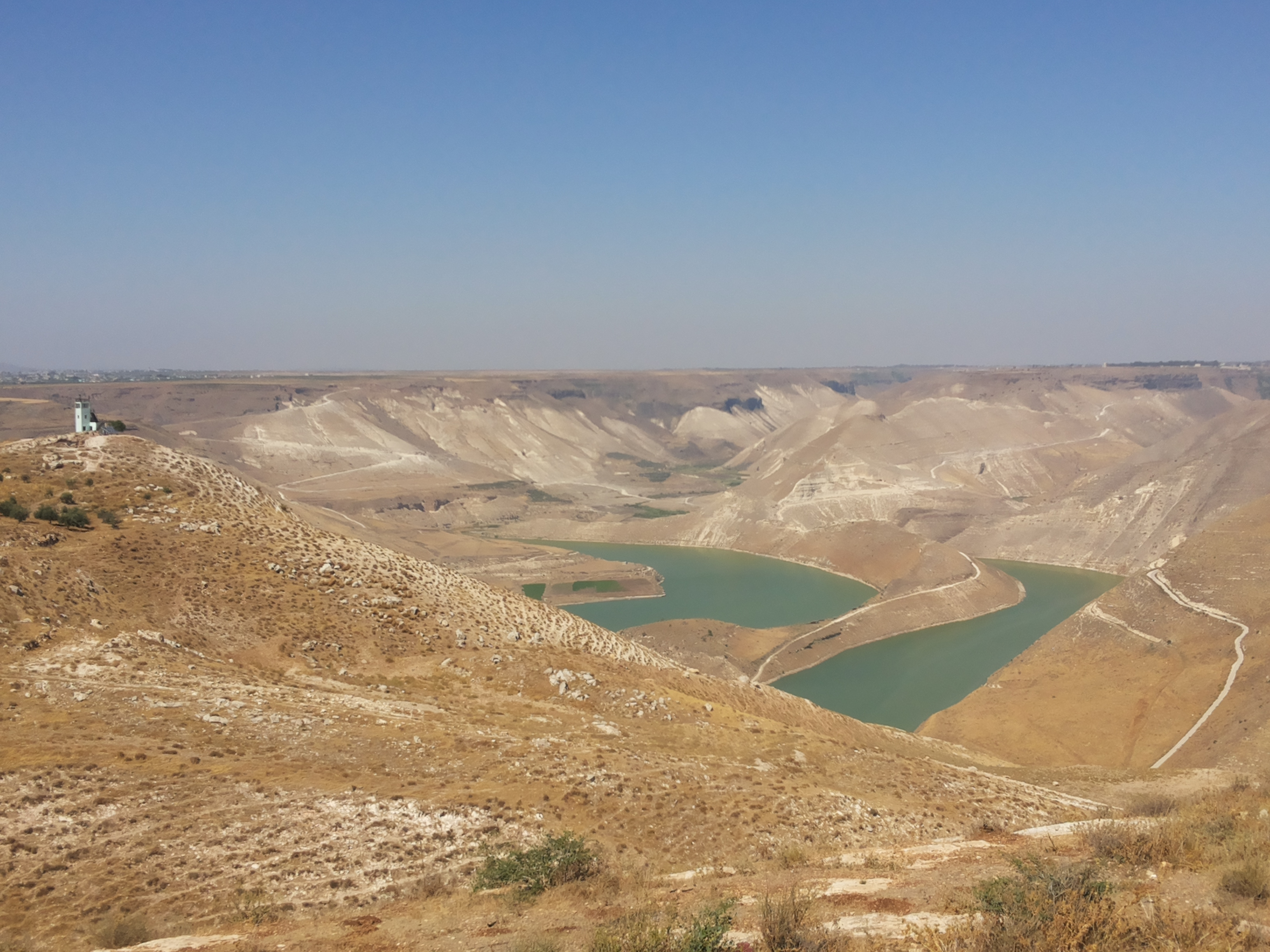
سد الوحدة على نهر اليرموك، يقع على الحدود الأردنية/ السورية.

يحد الأردن من الشمال الجمهورية العربية السورية. وتمتد الحدود بينهما مسافة 375 كيلومترًا، حيث تحاذيها من الجانب الأردني كل من محافظة المفرق ومحافظة إربد. يقع على هذه الحدود معبرين حدوديين؛ هما مركز حدود جابر، ومركز حدود الرمثا.
تبدأ الحدود بين البلدين قرب الحمة الأردنية عند مصب نهر اليرموك في نهر الأردن في أقصى شمال غرب المملكة، ولتمتد بشكل متعرج مع مسار نهر اليرموك الذي يفصل بين هضبة الجولان السورية (المُحتلة منذ حرب 1967) والأردن. ثم تمتد الحدود بشكل خطوط مستقيمة تنتهي بالقرب من منطقة الركبان الصحراوية الواقعة في المثلث الحدودي الأردني-السوري-العراقي، في أقصى الشمال الشرقي للمملكة.
لقد تم الاتفاق بين البلدين على تشكل لجان منذ تسعينيات القرن العشرين لتحديد الملكيات المتداخلة بين البلدين، حيث أن هناك أراضٍ سورية يمتلكها مزارعين أردنيين، وأراضٍ أردنية يمتلكها مزارعين سوريين، لكن هذه اللجان قد توقف عملها منذ بداية الأزمة السورية عام 2011، حيث لجأ مئات الآلاف من السوريين داخل الحدود الأردنية.
يُشار إلى أن سد الوحدة المُنفذ عام 2011 على نهر اليرموك، هو من أهم نتائج العمل المشترك على الحدود بين الأردن وسوريا، حيث يهدف إلى تزويد الأردن بالماء سواء للاستهلاك البشري وللزراعة، مقابل تزويد سوريا بالطاقة الكهرومائية.

## الحدود البحرية
يبلغ طول الشريط الساحلي للأردن على خليج العقبة 26 كيلومترًا، وتمتد مياهه الإقليمية إلى مسافة ثلاثة أميال بحرية. وهو بذلك يتشارك بحدود بحرية مع كل من مصر والسعودية وإسرائيل في أقصى الجنوب الغربي. يوجد في مدينة العقبة مركز حدودي؛ هو قسم حدود ميناء العقبة. تأسس عام 1985 لترتبط المملكة بمصر بحرًا، حيث يحوي محطة للركاب، والتي تسير منها وإليها عدة عبّارات لنقل المركبات والركاب.
يُعد ميناء العقبة، الميناء البحري الوحيد في الأردن. وتقوم مؤسسة الموانئ في العقبة بتشغيله. ولهذا الميناء دور بارز في تنمية الاقتصاد الأردني من خلال استقبال البواخر السياحيّة، بالإضافة إلى عبور معظم المستوردات والصادرات الخاصة بالأردن من خلاله، بالإضافة إلى عبور بضائع الترانزيت إلى الدول المجاورة كالعراق والأراضي الفلسطينية ومصر. ولقد شهد ميناء العقبة خلال الخمسة عقود الماضية تطورا مضطردا ليصبح أحد الموانئ الرئيسية في منطقة البحر الأحمر.
يُشار إلى أن اتفاقية تعيين الحدود البحريّة في خليج العقبة بين الأردن والسعودية قد تم التوقيع عليها في عام 2007 بناءً على اتفاقية عمان 1965 التي أفضت إلى تبادل في الأراضي بين الدولتين، وسمحت للأردن بزيادة طول شواطئه عدة كيلومترات نحو الجنوب.

## المراكز الحدودية
يقع على الحدود الدولية للأردن تسعة معابر ومراكز حدودية بريّة، بالإضافة إلى مركز حدودي بحري واحد يقع في العقبة، تديرها جميعًا إدارة الإقامة والحدود التابعة لمديرية الأمن العام الأردنية:
| المركز الحدودي                    | المحافظة | الحدود   | الاسم المقابل                      | الإحداثيات                                    |
| --------------------------------- | -------- | -------- | ---------------------------------- | --------------------------------------------- |
| مركز حدود العمري                  | الزرقاء  | السعودية | منفذ الحديثة البري                 | 31°32′00″N 37°04′51″E / 31.53333°N 37.08083°E |
| مركز حدود المدورة                 | معان     | السعودية | منفذ حالة عمار البري               | 29°11′34″N 36°04′22″E / 29.19278°N 36.07278°E |
| مركز حدود الدرة                   | العقبة   | السعودية | منفذ حقل البري                     | 29°21′28″N 34°57′45″E / 29.35778°N 34.96250°E |
| مركز حدود الكرامة                 | المفرق   | العراق   | مجمع طريبيل الحدودي                | 32°43′34″N 38°59′02″E / 32.72611°N 38.98389°E |
| جسر الملك حسين                    | البلقاء  |          | معبر الكرامة/ جسر ألنبي (معلومة 2) | 31°52′28″N 35°32′26″E / 31.87444°N 35.54056°E |
| جسر الشيخ حسين (معبر وادي الأردن) | إربد     |          | معبر نهر الأردن                    | 32°29′49″N 35°34′32″E / 32.49694°N 35.57556°E |
| معبر وادي عربة                    | العقبة   |          | معبر إسحق رابين                    | 29°34′31″N 34°58′52″E / 29.57528°N 34.98111°E |
| مركز حدود جابر                    | المفرق   | سوريا    | مركز نصيب الحدودي                  | 32°31′24″N 36°11′55″E / 32.52333°N 36.19861°E |
| مركز حدود الرمثا                  | إربد     | سوريا    | مركز درعا الحدودي                  | 32°34′42″N 36°02′33″E / 32.57833°N 36.04250°E |

  الحدود مع فلسطين التاريخية، وتشمل الضفة الغربية وإسرائيل (حدود مع أراضٍ مُحتلة أو محدودة الاعتراف دوليًا).

## التأشيرات
يُمكن للزائر أن يحصل على تأشيرة الدخول إلى الأردن من أكثر من موقع، فالسفارات والقنصليات والمفوضات الأردنية تمنح الزائرين للأردن تأشيرة الدخول. ويمكن للزائر أن يحصل على التأشيرة عبر المعابر الحدودية البريّة أو البحرية عبر خليج العقبة أو في المطارات. وتُمنح التأشيرة لمدة إسبوعين، ويمكن تجديدها لأكثر من ذلك في أي مركز من مراكز الشرطة المنتشرة في معظم مناطق المملكة، ولا يوجد لقاحات مطلوبة من الزائر لدى دخوله الأردن. كما أنه يُعفى مواطنيّ كل من فلسطين، مصر، لبنان، تركيا، ودول مجلس التعاون الخليجي من تأشيرة الدخول، بينما تُمنح لمعظم حملة الجنسيات الأوربيّة والآسيويّة والأوقيانوسيّة والأمريكيتين بمجرد الوصول إلى الأردن، مع بعض الاستثناءات.
إلا أنه تواجه بعض الجنسيّات القيود والعراقيل في دخول الأردن لدواعي سياسيّة أو أمنية، مثل حملة الجنسية الإيرانية، وخصوصًا القادمين من أجل السياحة الدينية، حيث تكثر في الأردن مقامات الصحابة والمزارات الإسلامية.

## حماية الحدود

جندي من حرس الحدود الأردنية متأهب على الحدود مع سوريا، إذ تم إعلانها مؤخرًا مناطق عسكرية.

تأسست في عام 1930 قوات البادية الملكية، التي انبثق عنها قوات حرس الحدود في عام 1986. تغطي هذه القوات ما نسبته 82% من مساحة المملكة الصحراوية، والتي تُعتبر موقعًا إستراتيجيًا مهما من الناحية الأمنية والجغرافية والسياحية والاقتصادية، حيث تمتد مساحة المسؤولية مع امتداد حدود عدة دول عربية، إضافة إلى وجود منافذ حدودية ضمن مناطق المسؤولية.
كذلك تختص هذه القوات في ملاحقة المهربين، سواء للأفراد أو المخدرات أو الأسلحة، ومنع التسلل إلى المناطق التي تقع ضمن اختصاصها. كما أنه يوجد تنسيق ما بينها وبين ومرتبات إدارة المخدرات والجمارك والأجهزة المعنية الأخرى. كما أن هذه القوات تستعمل منظومة أمنية متطورة تستعين بها على الحدود، وخصوصًا على الحدود مع سوريا والعراق، تعمل إلكترونيًا وبواسطة الأقمار الاصطناعية.
يُشار إلى أن أعنف هجوم حديث تعرضت له القوات الأردنية على الحدود، كان عام 2016 على يد تنظيم الدولة الإسلامية (داعش) في منطقة الركبان على الحدود السورية، الواقعة في أقصى شمال شرق المملكة، حيث قُتل وجرح عدد من الجنود الأردنيين، مما أدى إلى إغلاق الحدود بوجه اللاجئين السوريين بشكل جزئي، الذين أدت بهم الأزمة السورية إلى عبور الحدود الأردنية منذ عام 2011 بحثًا عن الأمان. كما سبق لإسرائيل أن تجاوزت على الحدود الأردنية عسكريًا، وتحديدًا في ستينيات القرن العشرين، كان أهمها عام 1968، حيث خاض الجيش الأردني والفدائيين الفلسطينيين معركة ضد القوات الإسرائيلية، هي معركة الكرامة، حيث أجبراها على التراجع.

## صور

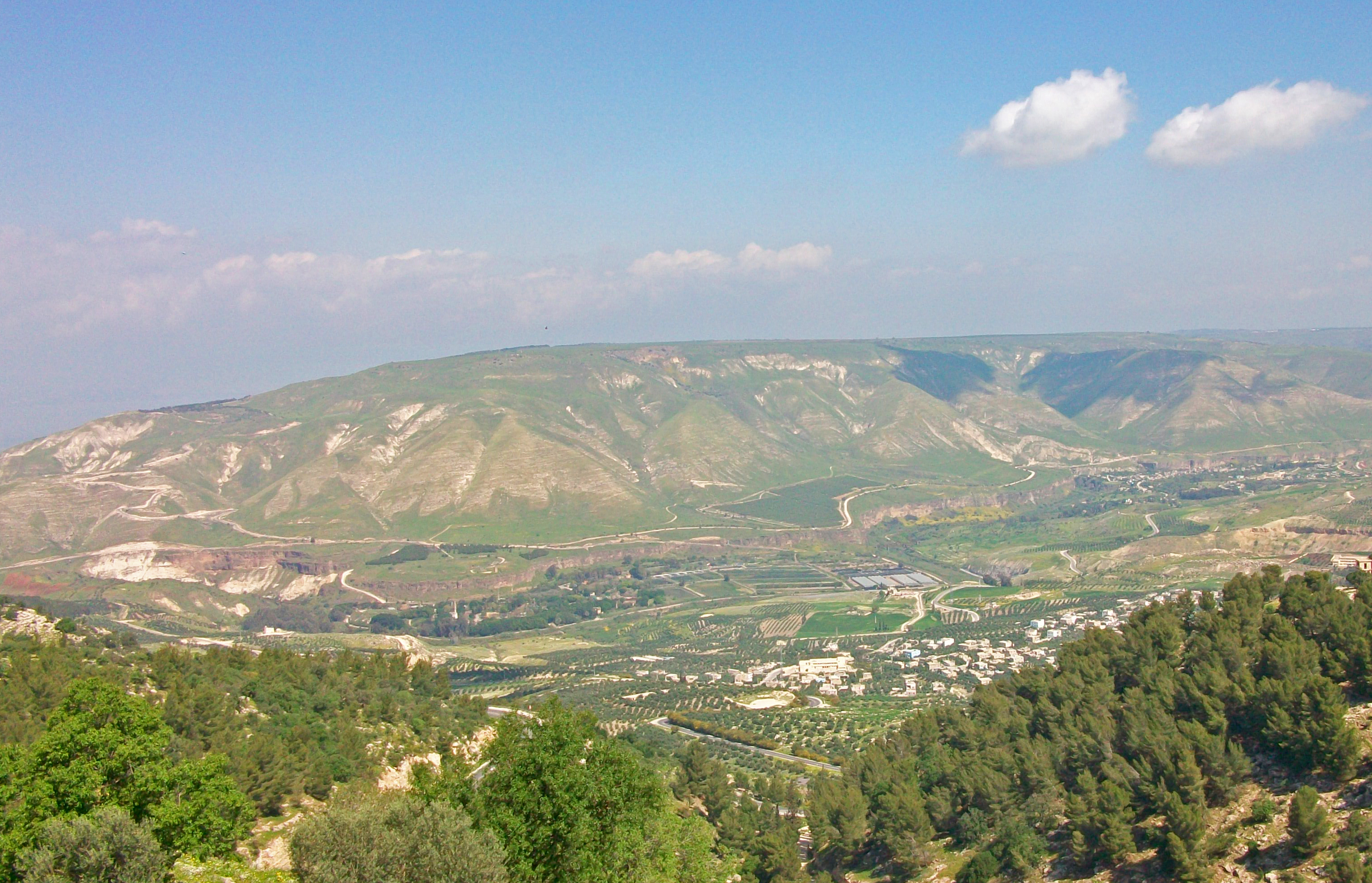
الحدود مع سوريا (الجولان)
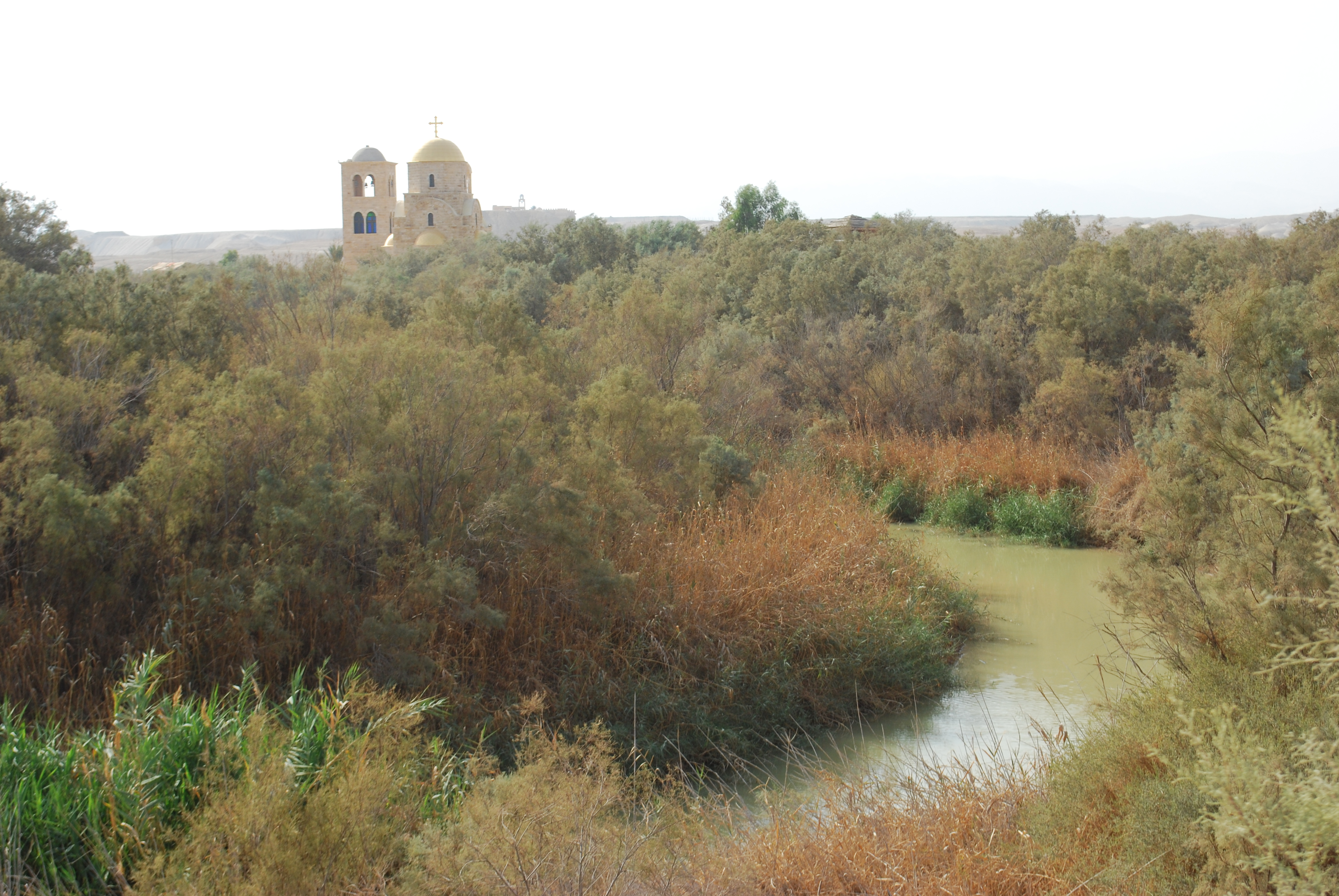
الحدود مع فلسطين (نهر الأردن)
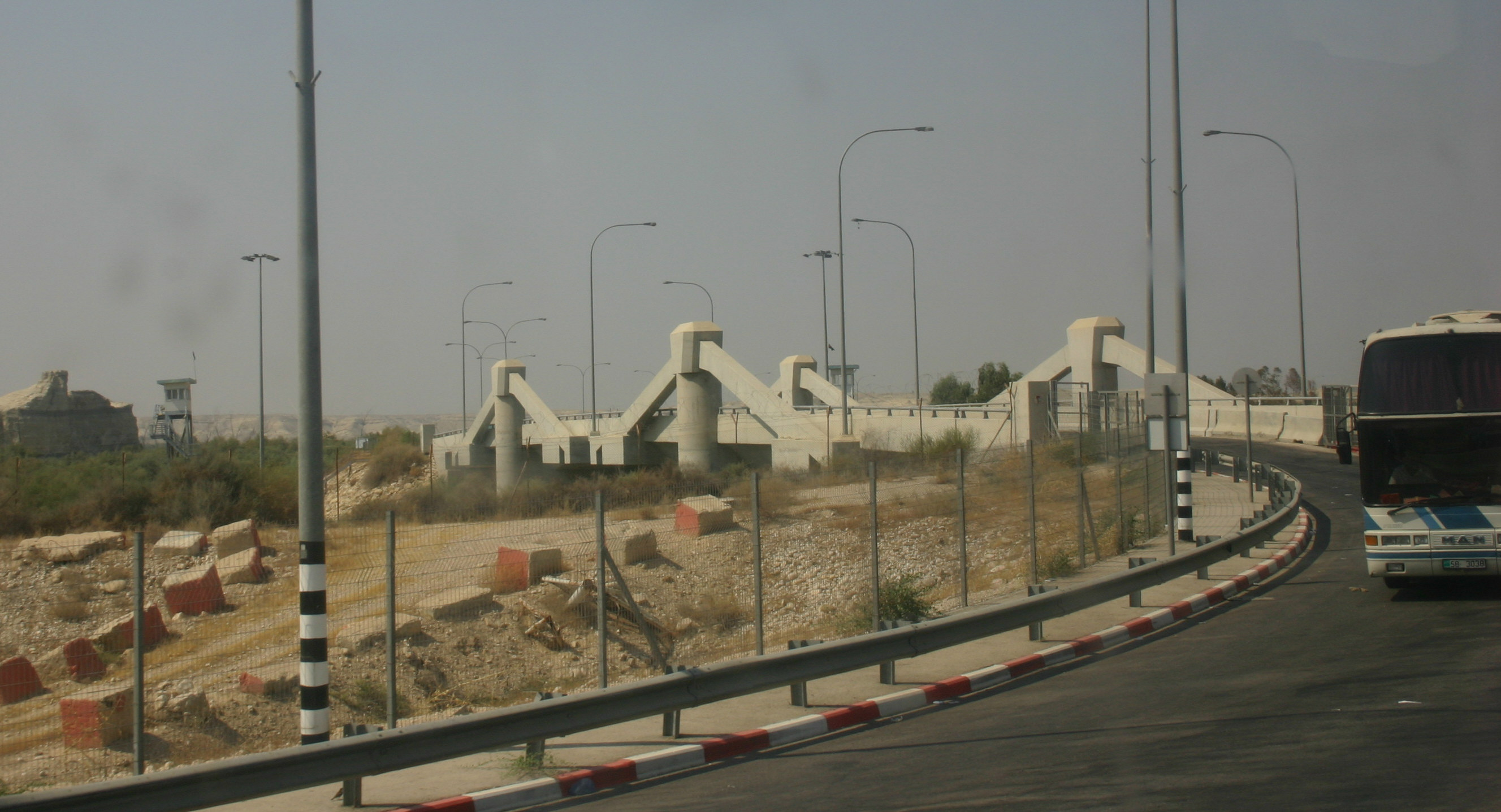
جسر الملك حسين
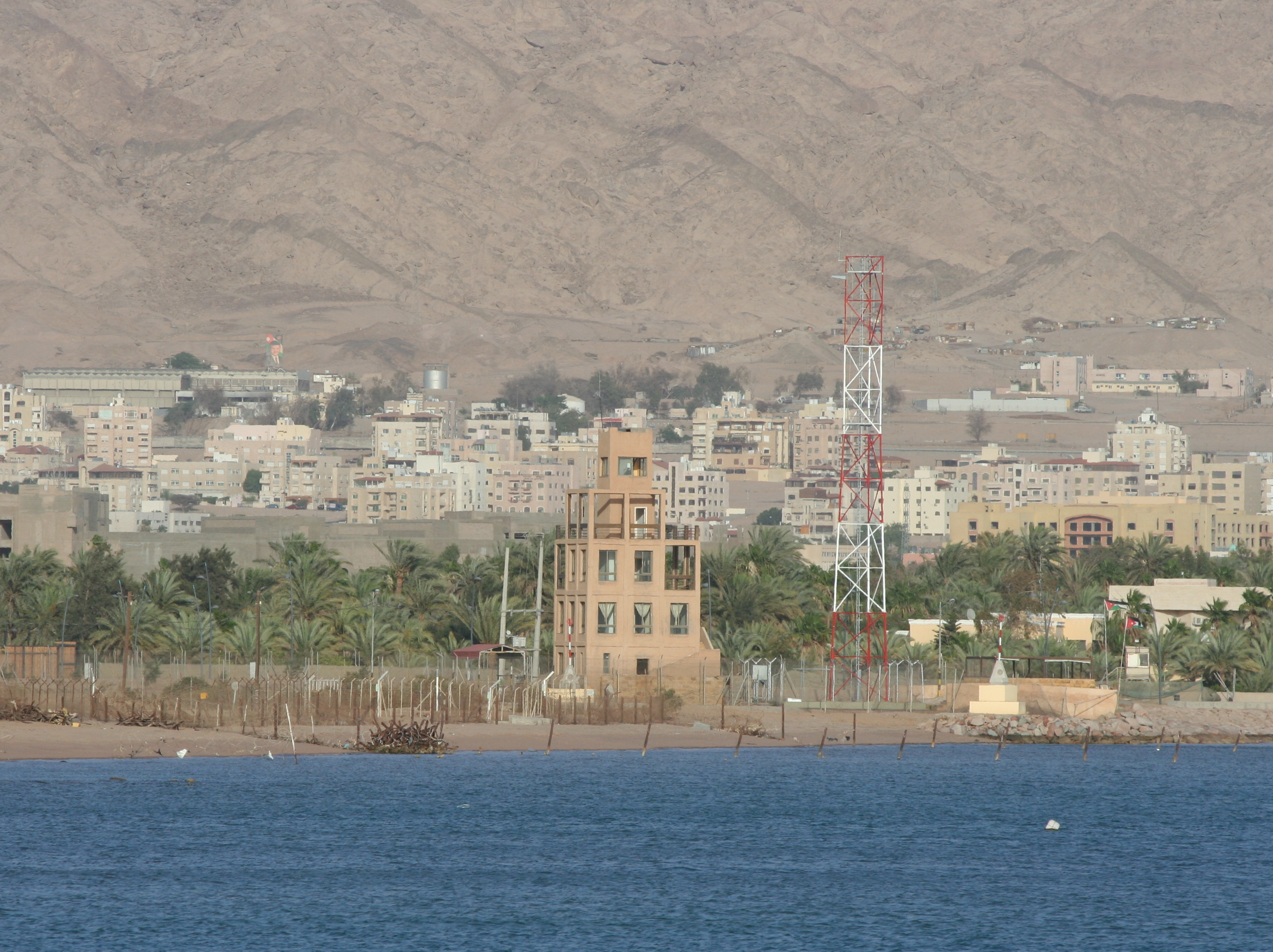
حدود برية/ بحرية قرب خليج العقبة
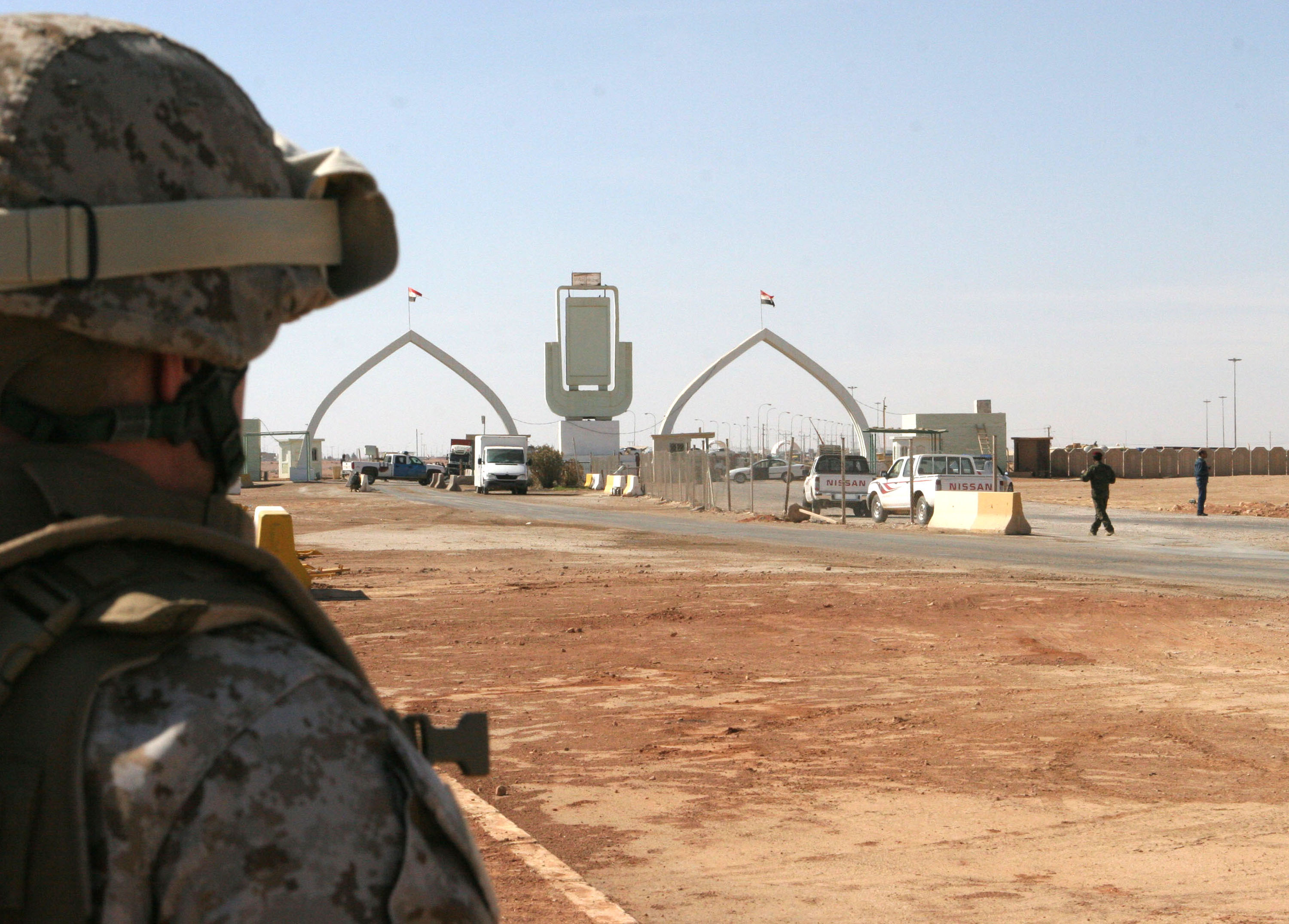
الحدود مع العراق
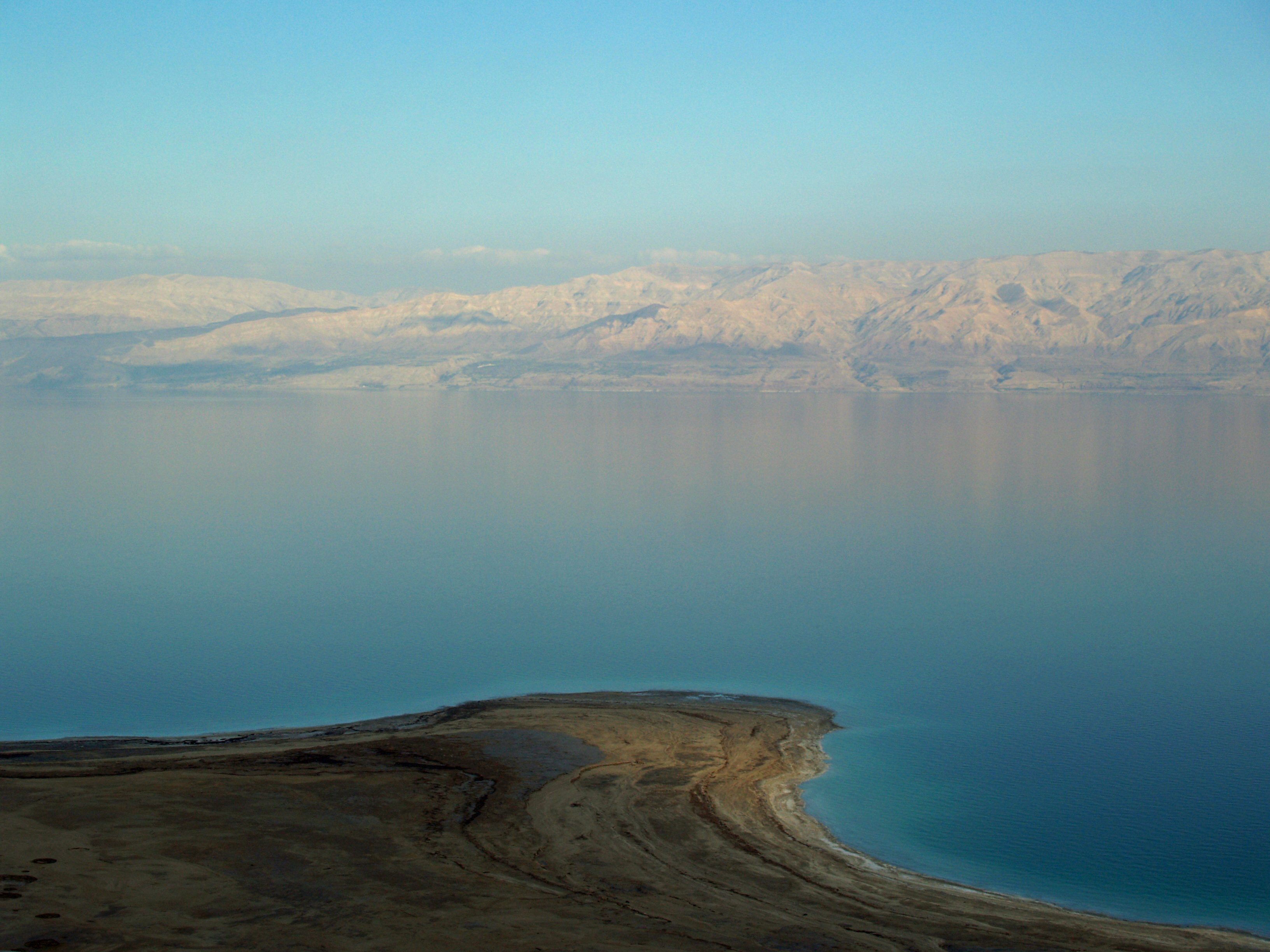
البحر الميت بين الأردن وفلسطين
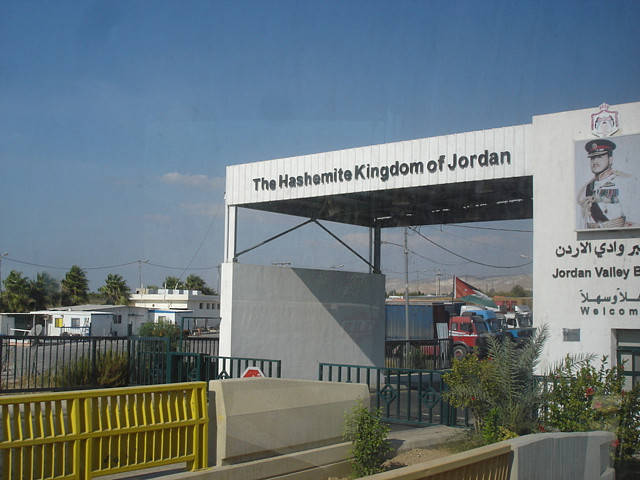
معبر وادي الأردن
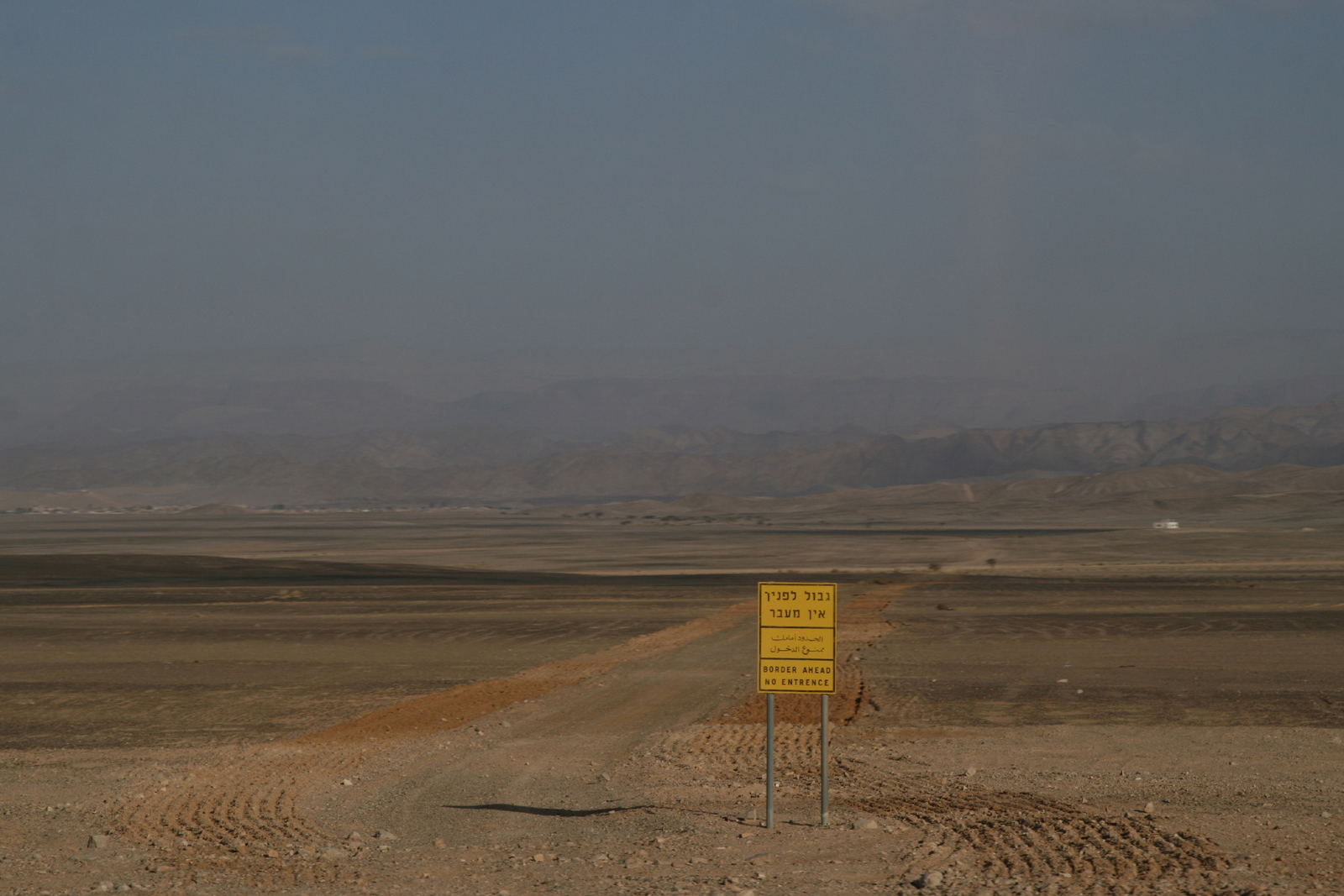
وادي عربة
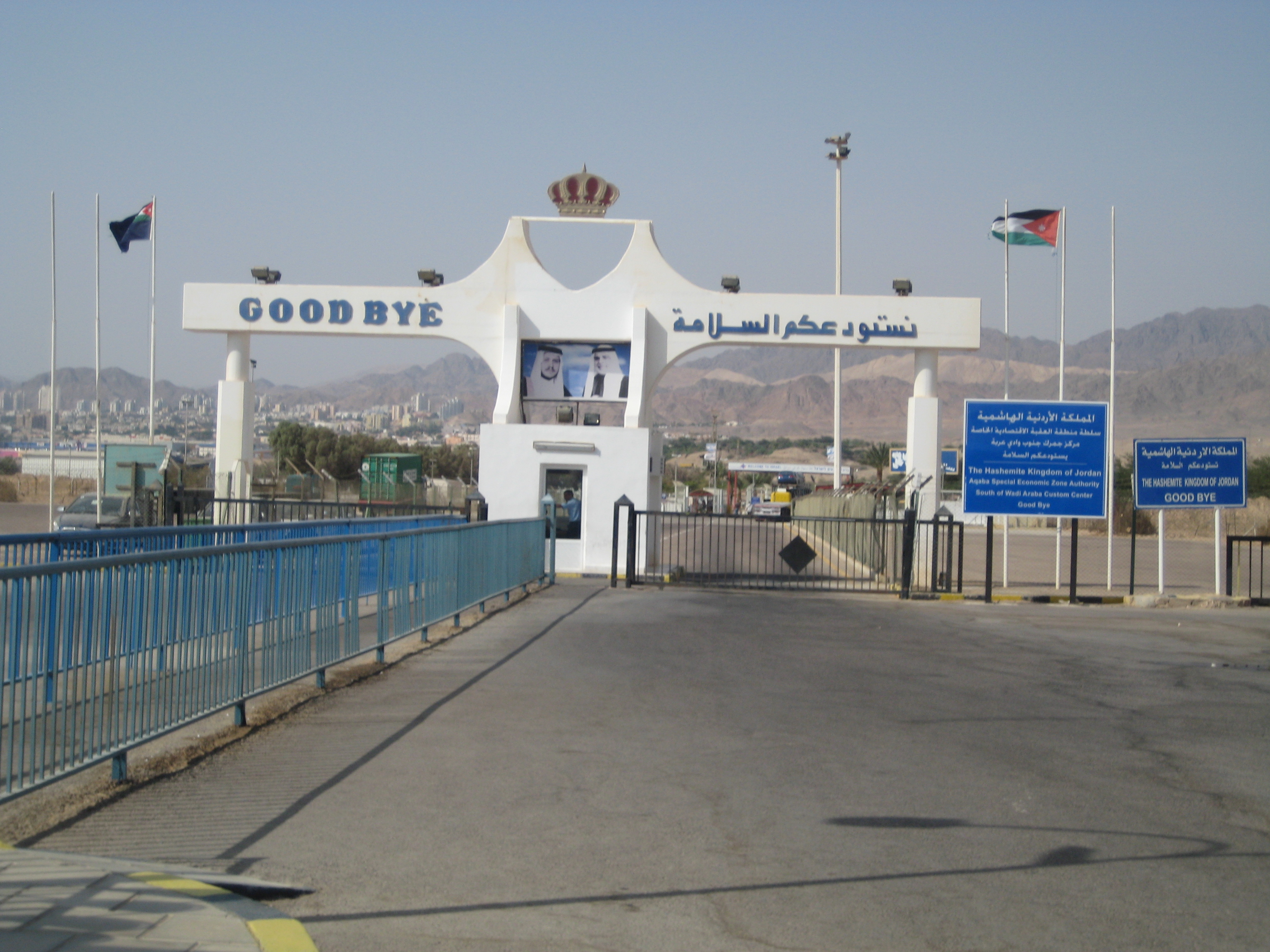
معبر وادي عربة
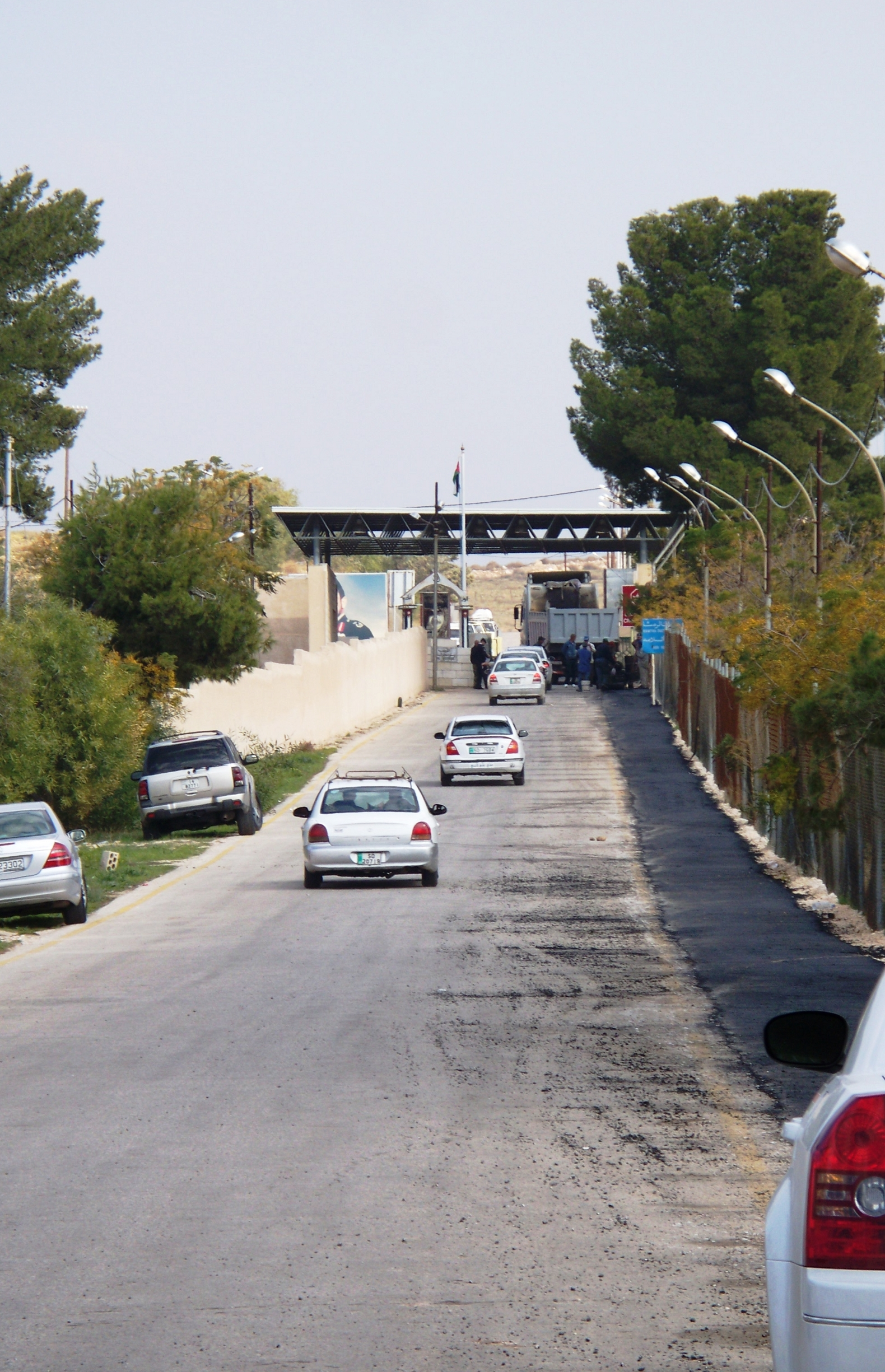
الحدود السورية
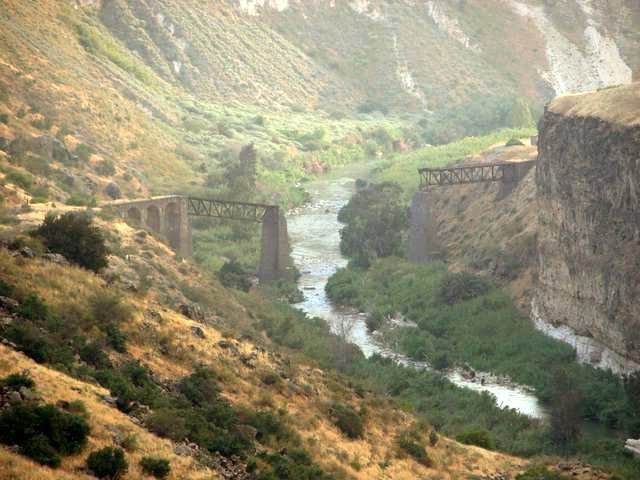
جسر الحاوي على نهر اليرموك

## خرائط

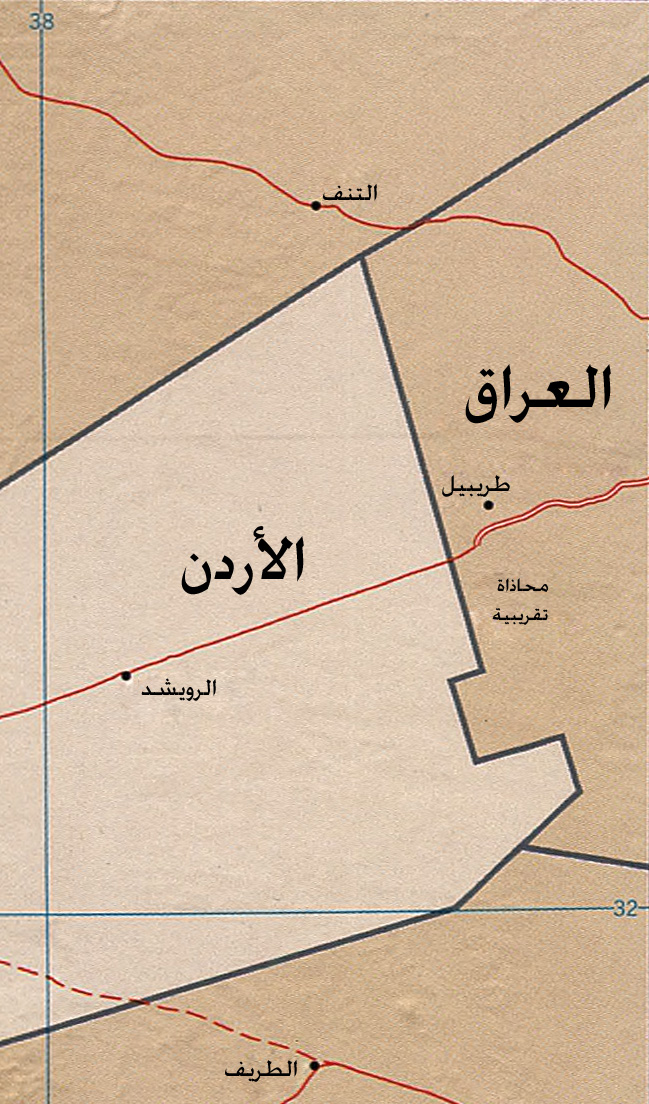
الحدود مع العراق
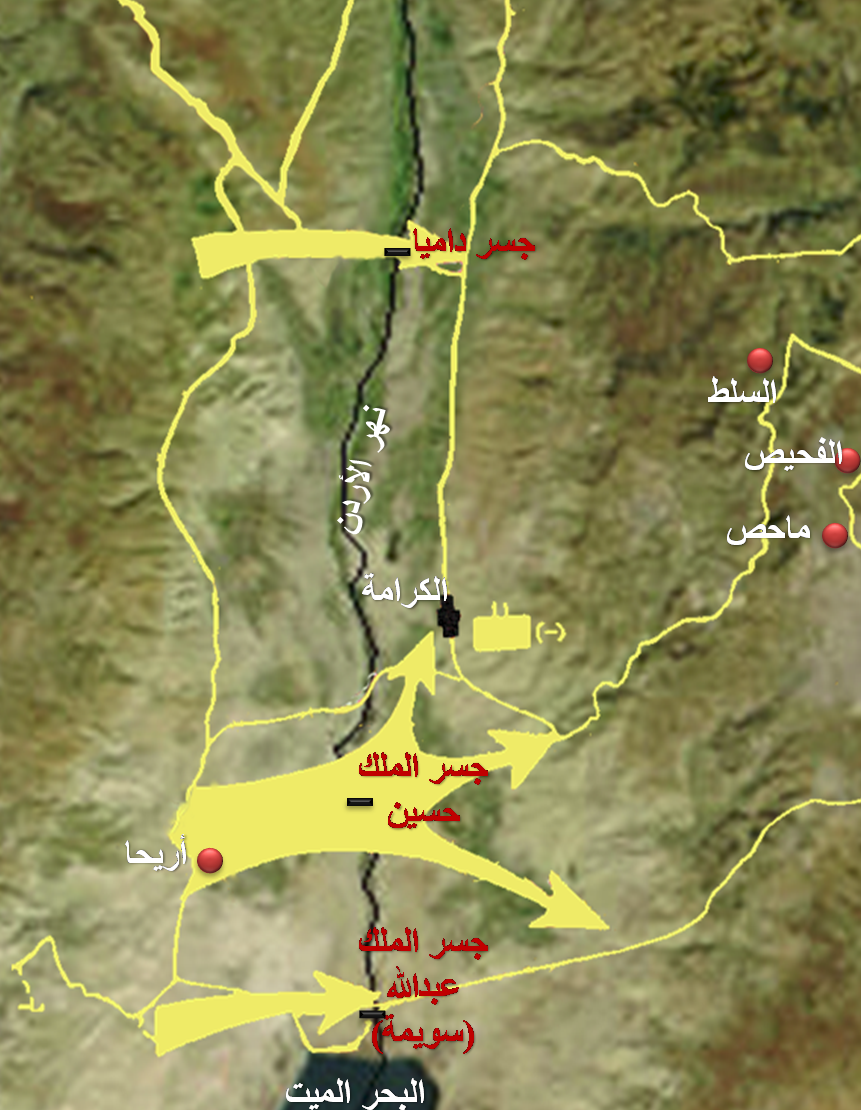
اجتياح الحدود الغربية (1968)
الحدود مع الجولان
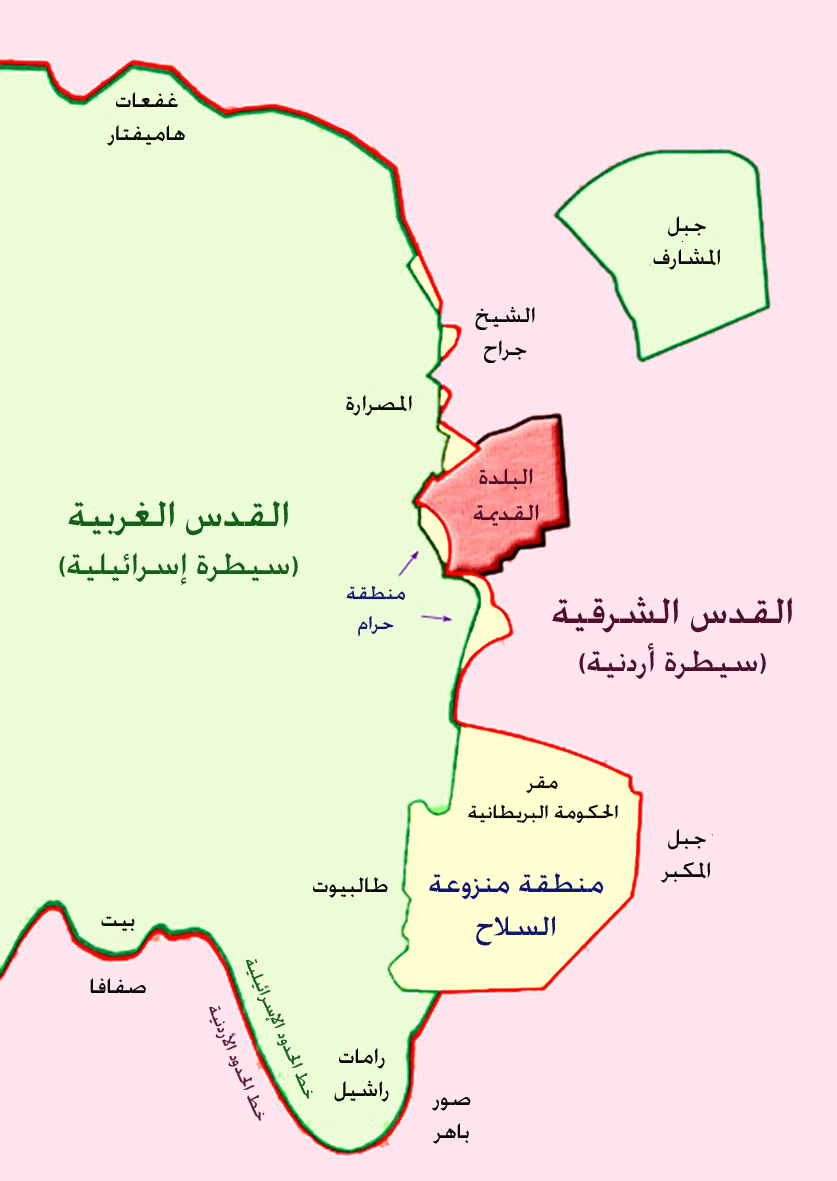
القدس (1948-1967)
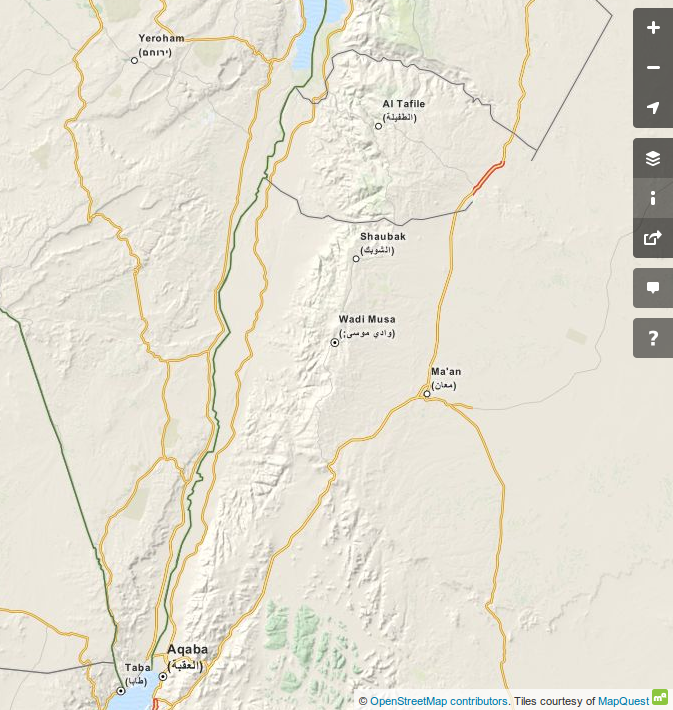
الحدود الغربية في وادي عربة
حدود البحر الميت
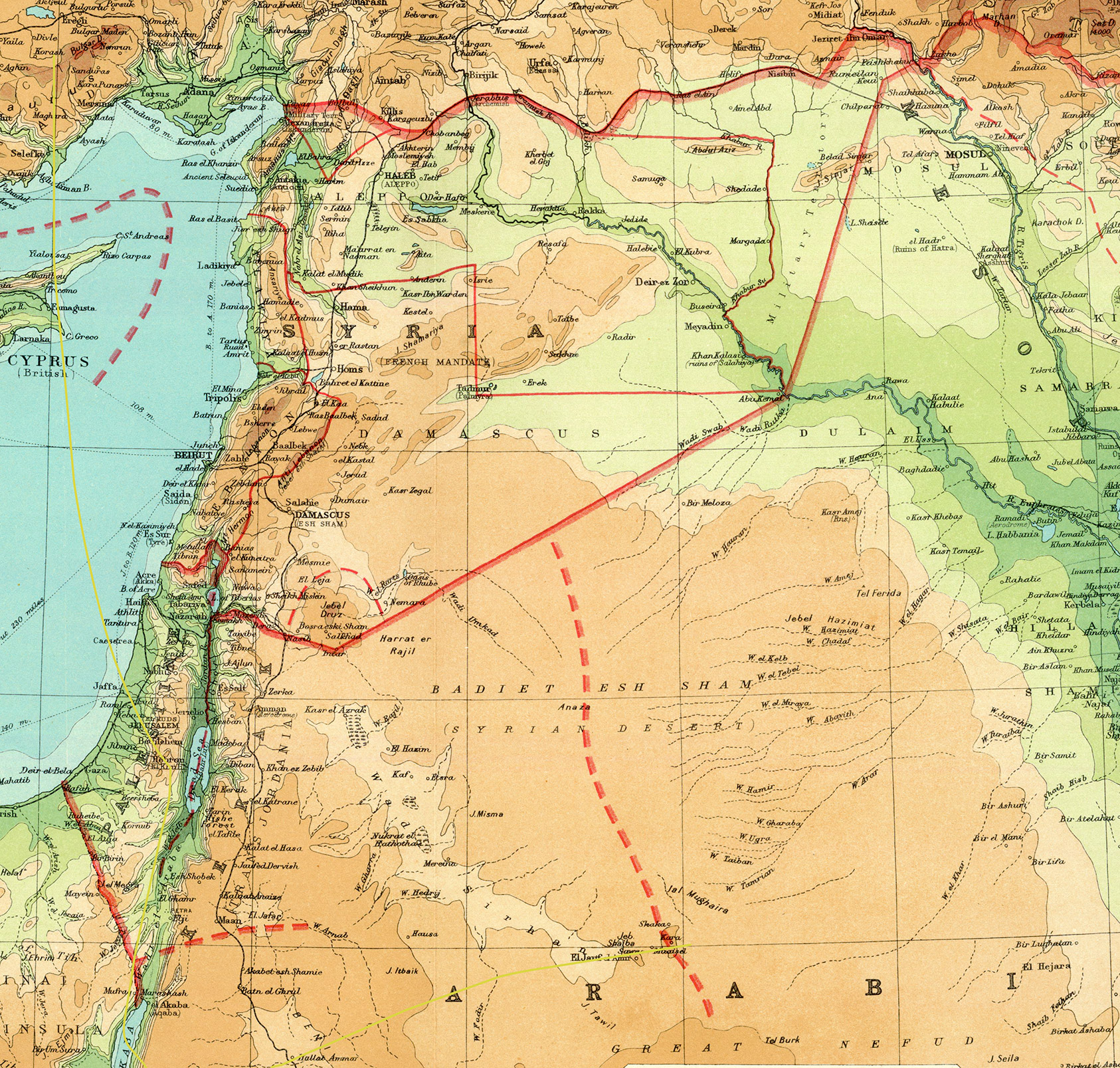
الحدود الشمالية والغربية 1922

## معلومات
- معلومة 1: كان شرق الأردن وفلسطين التاريخية ضمن حدود الانتداب البريطاني على فلسطين منذ 1920 حتى استقلال الأردن عام 1946، ومن ثم إعلان دولة إسرائيل في فلسطين التاريخية في حرب 1948، فتم بعدها اعتماد الحدود بين الأردن وإسرائيل وفقًا لهدنة 1949، التي حدّدت ملامح الخط الأخضر بين إسرائيل من جهة، والأردن والدول العربية الأخرى من جهة أخرى. لقد تم اعتماد الحدود رسميًا بين الأردن وإسرائيل بعد معاهدة وادي عربة عام 1994، كما تم تحديد الحدود وفقها بين الأردن والضفة الغربية المُحتلة في حرب 1967 أيضًا.[24]
- معلومة 2: يستخدم فلسطينيّو الضفة الغربية جسر الملك حسين كمنفذ وحيد على العالم، بعد أن أغلقت إسرائيل جسر دامية. إلا أن الجسر بيد إسرائيل، ولا توجد أي سيطرة فعلية للسلطة الفلسطينية عليه. تطلق إسرائيل عليه اسم جسر ألنبي نسبةً إلى الضابط البريطاني إدموند ألنبي، الذي احتل فلسطين في الحرب العالمية الأولى، لكنه حُوِّر لاحقا ليُعرف بمعبر اللنبي، وذلك قبل أن يُطلق عليه فيما بعد اسم جسر الملك حسين.[69][70] كما يُطلق عليه الفلسطينيّون اسم معبر الكرامة.[71]

## وصلات خارجية
- إدارة الإقامة والحدود - مديرية الأمن العام الأردنية